# Chorab (Iłowo-Osada)
Chorab (auch: Chorap, deutsch Chorapp) ist ein kleiner Ort in der polnischen Woiwodschaft Ermland-Masuren. Er gehört zur Gmina Iłowo-Osada (Landgemeinde Illowo) im Powiat Działdowski (Kreis Soldau).

## Geographische Lage
Chorab liegt im Südwesten der Woiwodschaft Ermland-Masuren am südlichen Ufer der Neide (polnisch Nida), 17 Kilometer südlich der früheren Kreisstadt Neidenburg (polnisch Nidzica) bzw. zehn Kilometer östlich der heutigen Kreismetropole Działdowo (deutsch Soldau i. Ostpr.).

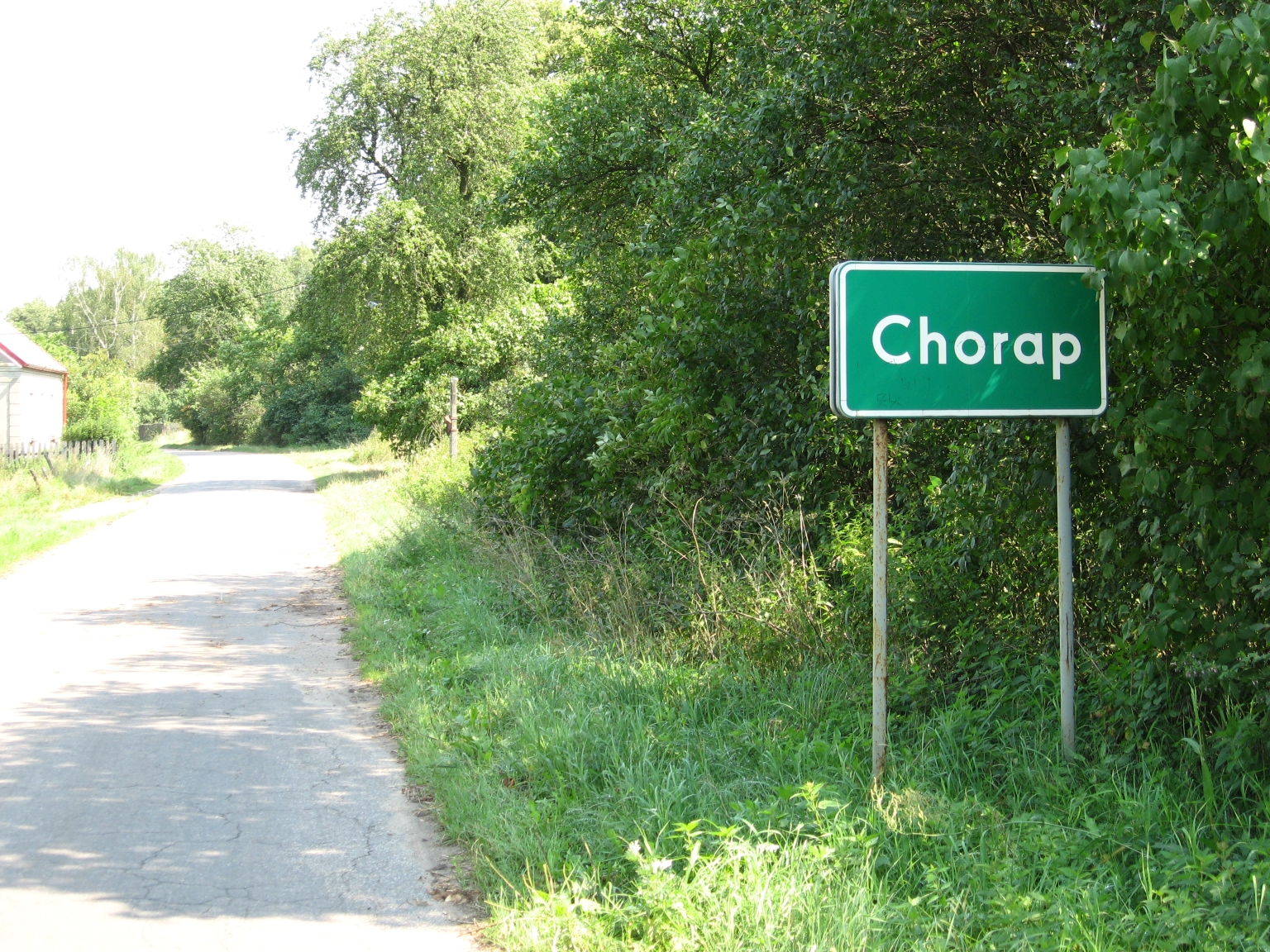
Ortseinfahrt Chorab (Chorap)

## Geschichte
Der kleine Ort Chorapp wurde 1777 erstmals erwähnt. 1820 wurde die königliche Försterei mit einer Feuerstelle bei sieben Einwohnern  beschrieben, aus der am 18. März 1865 sich die Landgemeinde Chorapp bildete. Sie wurde 1874 in den Amtsbezirk Kyschienen (polnisch Kisiny) im ostpreußischen Kreis Neidenburg aufgenommen. Die Einwohnerzahl Chorapps belief sich 1910 auf 73.
Chorapp lag im Soldauer Gebiet, das entsprechend dem Versailler Vertrag von 1919 an Polen abgetreten werden musste. Diese Abtretung erfolgte am 10. Januar 1920. In dem dann Chorap genannten Ort wurde eine Grenzwacht stationiert. Am 26. Oktober 1939 kam die Region wieder zum Deutschen Reich. Doch nicht für lange Zeit: in erneuter Kriegsfolge wurde 1945 das gesamte südliche Ostpreußen an Polen überstellt. Chorapp erhielt die polnische Namensform Chorap, die erst im 21. Jahrhundert in Chorab geändert wurde, aber auch weiterhin gebräuchlich ist. Der kleine Ort gehört zu Purgałki (Purgalken) innerhalb der Gmina Iłowo-Osada (Landgemeinde Illowo) im Powiat Działdowski (Kreis Soldau), bis 1998 der Woiwodschaft Ciechanów, seither der Woiwodschaft Ermland-Masuren zugehörig.

## Kirche
Bis 1945 war Chorapp in die evangelische Kirche Narzym in der Kirchenprovinz Ostpreußen der Kirche der Altpreußischen Union bzw. – nach 1920 – in die Unierte Evangelische Kirche in Polen, außerdem in die römisch-katholische Kirche Bialutten (polnisch Białuty), ab 1927 in die Kirche Illowo (Iłowo-Osada) eingepfarrt. Heute gehört Chorab katholischerseits noch immer zu Iłowo-Osada – jetzt in der Region Brodnica (Strasburg) im Bistum Toruń (Thorn) gelegen, sowie evangelischerseits zur Erlöserkirche Działdowo (Soldau) in der Diözese Masuren der Evangelisch-Augsburgischen Kirche in Polen.

## Verkehr
Chorab liegt an einer untergeordneten Nebenstraße, die die Dörfer Purgałki (Purgalken) und Brodowo (Brodau) miteinander verbindet. Eine Anbindung an den Bahnverkehr besteht nicht.